# Ancient Dreams
Ancient Dreams è il terzo album della doom metal band svedese Candlemass, uscito il 23 novembre 1988 e riedito, in versione rimasterizzata e con un bonus cd, nel 2001. La traccia Black Sabbath Medley comprende alcune parti tratte da vari brani dei Black Sabbath, ovvero Symptom of the Universe, Sweet Leaf, Sabbath Bloody Sabbath, Into the Void, Electric Funeral, Supernaut, Black Sabbath. Tutte le canzoni sono state scritte da Leif Edling ad eccezione dell'ottava e la nona.

## Tracce

### CD 1[3]
1. Mirror Mirror – 6:15
2. A Cry from the Crypt – 7:24
3. Darkness in Paradise – 6:46
4. Incarnation of Evil – 7:19
5. Bearer of Pain – 7:23
6. Ancient Dreams – 7:04
7. The Bells of Acheron – 5:21
8. Epistle No. 81 – 4:37

### Bonus track
1. Black Sabbath Medley – 6:14

### CD 2[1][4]
1. Mirror Mirror [live] - (5:20)
2. The Bells of Acheron [live] - (5:01)
3. Bearer of Pain [live] - (6:12)
4. A Cry From the Crypt [live] - (3:36)
5. [intervista] - (23:51)

- Il cd contiene anche il videoclip di Mirror Mirror.

## Formazione
- Messiah Marcolin - voce
- Lars Johansson - chitarra
- Mats Björkman - chitarra
- Leif Edling - basso
- Jan Lindh - batteria